# Landschaftsschutzgebiet Laubker Bach

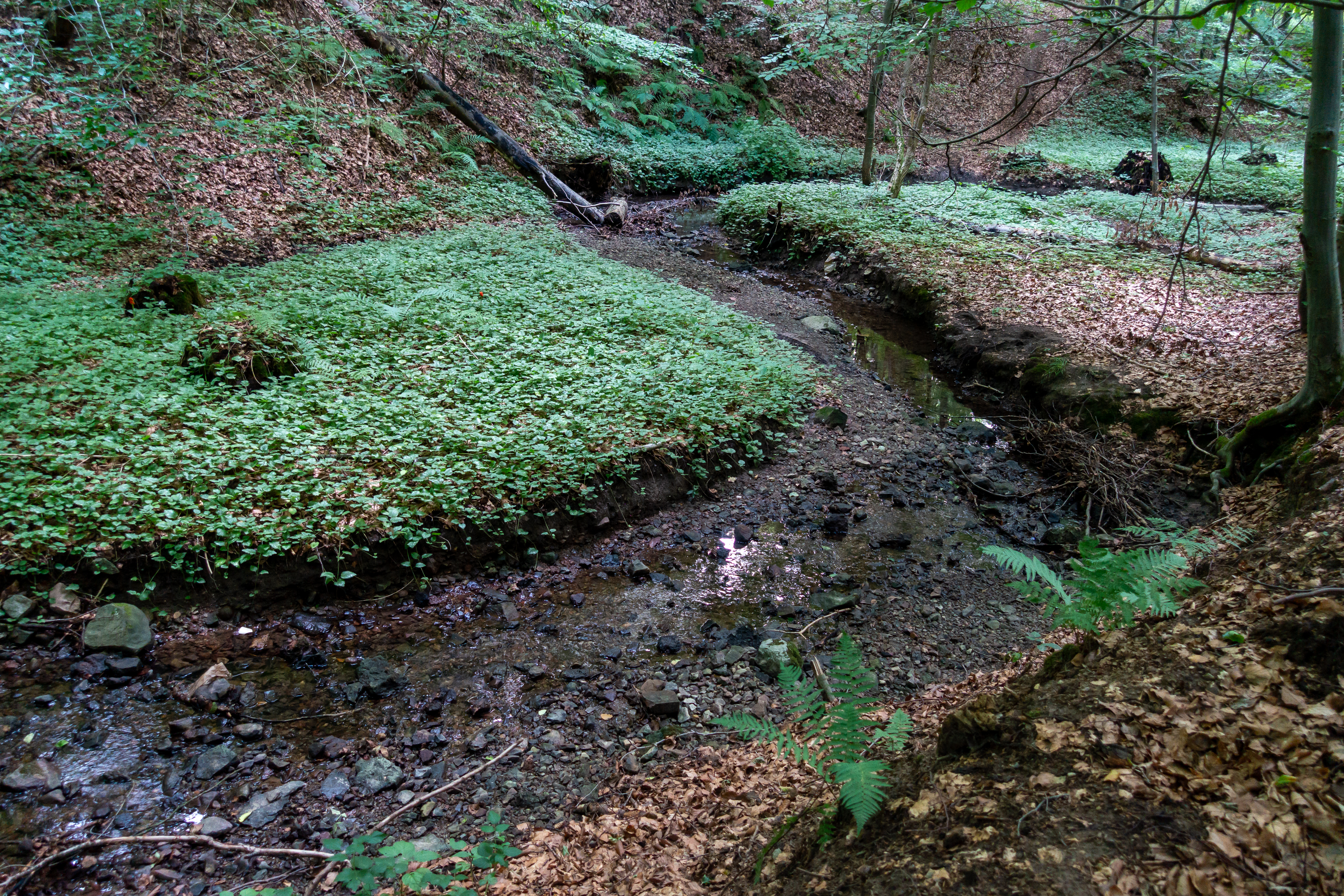
Laubker Bach

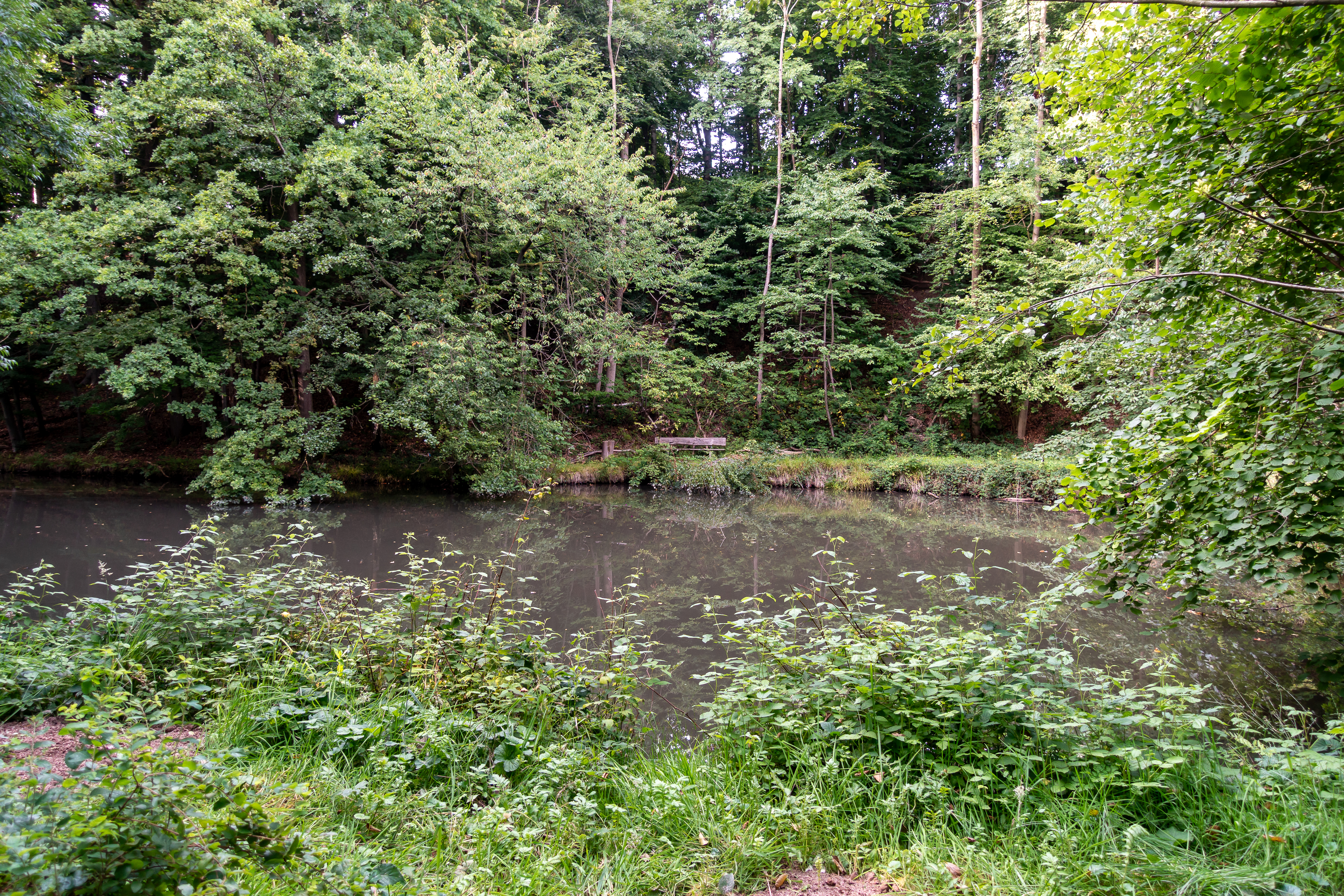
Fischteich bei Rosengarten

Das Landschaftsschutzgebiet Laubker Bach mit 59 ha Flächengröße liegt am westlichen Rand von Lemgo. Es wurde 2009 mit dem Landschaftsplan Lemgo durch den Kreistag des Kreises Lippe als Landschaftsschutzgebiet (LSG) ausgewiesen. Die Bebauung grenzt teils direkt an. Im Nordwesten grenzt die  Bahnstrecke Bielefeld–Hameln an. Das LSG besteht aus zwei Teilflächen, wobei die Teilflächen durch mehrere Straßen zerschnitten werden.

## Beschreibung
Das LSG umfasst einen 5 km langen teilweise naturnahen Bachlauf des Laubker Baches und drei namenlose Bachläufe, darunter ein nur temporär wasserführendes Bach. Der Laubker Bach ist im Schutzgebiet teils auch verrohrt. Am Laubker Bach liegen bachbegleitend Fettwiesen und Feldgehölze. Auf den Hangkanten stocken überwiegend artenreiche Hecken und Gebüsche. An Bauernöfen stehen Reste alter Obstwiesen. Im südlichen Bereich verläuft der Laubker Bach in einem überwiegend bewaldeten, tief eingeschnittenen Tal. Während 
am Laubker Bach Erlen und Buchen stocken, sind an den Talhängen überwiegend Buchenhallenwälder, aber auch Fichtenparzellen vorhanden. Nördlich Rosengarten liegen zahlreiche Fischteiche. Nordwestlich Wahmbeck grenzen teilweise brachgefallene Grünlandbereiche an den Bach. 
Östlich des Laubker Hofes befindet sich ein leicht rötlicher, grobkörniger Kalifeldspat-Granit-Findling an einer Böschung. Der Findling rangt etwa eine halben Meter aus der Böschung.

## Schutzzwecke für das LSG
Laut Landschaftsplan erfolgte die Ausweisung des LSG
- „zur Erhaltung und Wiederherstellung der Leistungsfähigkeit des Naturhaushaltes in ökologisch besonders wertvoll strukturierten Bereichen mit Wasser-, Klima- und Biotopschutzfunktionen,“
- „zur Erhaltung und Wiederherstellung von Quellbereichen und naturnahen Fließgewässern, Wald- und Grünlandbereichen unterschiedlicher Feuchtestufen, Feldgehölzen, Hecken und Obstwiesen,“
- „zur Erhaltung morphologisch ausgeprägter Bereiche zur Sicherung der landschaftlichen Eigenart und Vielfalt für die Erholung,“
- „zur Erhaltung wertvoller Biotopkomplexe aus Wald-Grünlandbereichen, Fließgewässern und Quellen sowie Biotopen nach § 62 LG mit wichtigen Refugial-, Puffer-, Trittstein- und Vernetzungsfunktionen,“
- „zur Erhaltung und Wiederherstellung wichtiger Rückzugsräume für die bedrohte Tier- und Pflanzenwelt,“
- „zur Sicherung der das Orts- und Landschaftsbild gliedernden und belebenden und die dörflichen Siedlungsstrukturen prägenden Freiraumelemente.“[1]

## Rechtliche Vorschriften
Im Landschaftsschutzgebiet ist unter anderem das Errichten von Bauten und Fischteichen verboten. Grün- und Brachland darf nicht in eine andere Nutzungsart umgewandelt oder umgebrochen werden.